# Спартак-Нальчик
«Спарта́к-На́льчик» — российский профессиональный футбольный клуб из Нальчика, основанный в 1935 году. Домашние матчи проводит на стадионе «Спартак». Наивысшие достижения — 6-е место в премьер-лиге в сезоне 2010 года, а также выход в четвертьфинал кубка России 2007/08.

## История клуба

### Ранние годы (1935—1958)
Датой рождения нальчикского клуба считается 1935 год. Первое же официальное упоминание о команде датируется 6 мая 1936 года, когда спартаковцы Нальчика в матче открытия футбольного сезона встретились с местным «Динамо». Матч завершился победой динамовцев 5:2. В следующем году «Спартак» принял участие во всесоюзном первенстве среди команд из одноимённого общества. 1938 год ознаменовался победой «Спартака» в первенстве КБАССР и успешным выступлением в чемпионате среди команд-членов ДСО «Спартак», который проходил в Нальчике. «Спартак» занял первое место, обойдя в итоговой таблице одноклубников из Грозного на одно очко. Финальная часть соревнований прошла в сентябре в Чернигове. Местные футболисты вместе со спортсменами Нальчика и Винницы оспаривали звание лучшей спартаковской команды. К концу соревнований все они имели по два очка: коллектив из Нальчика выиграл у Винницы 3:1, но уступил одноклубникам из Чернигова 0:2. Победитель турнира определился по итогам переигровки первенства. В финальном матче команд Чернигова и Нальчика сильнее оказались хозяева поля — 1:0. В июне 1939 года в Нальчике состоялся матч между местными коллективами «Спартак» и «Молния», в котором определялся представитель от республики в кубке РСФСР. Сильнее в данном противостоянии оказались игроки «Молнии» 4:1. 20 апреля 1941 года спартаковцы в матче открытия футбольного сезона играли с «Динамо» и уступили с разгромным счётом 0:8. Следующая встреча двух коллективов состоялась 22 июля 1945 года и была приурочена ко Дню Военно-Морского Флота. Динамовцы вновь доказали своё превосходство — 9:0. В июле 1946 года в День физкультурника динамовцы Нальчика в очередной раз разгромили «Спартак» — 5:0.
27 июня 1948 года на республиканском стадионе в Нальчике состоялся матч за право выступать в кубке РСФСР между «Спартаком» и «Цветметом». Результат встречи 2:1 в пользу коллектива из Тырныауза. Осенью 1949 года «Спартак» второй раз в своей истории стал чемпионом первенства КАССР. В апреле 1950 года в финале кубка города вновь встречались «Динамо» и «Спартак». И вновь динамовцы оказались сильнее 5:1 и стали обладателями кубка. 12 апреля 1950 года на республиканском стадионе в Нальчике состоялся матч за право выступать в первенстве РСФСР, в котором «Спартак» встретился с коллективом завода цветных металлов из Тырныауза. Матч закончился поражением нальчан 1:2. В 1951 году «Спартаку» удался золотой дубль в соревнованиях республиканского уровня. Весной коллектив впервые в своей истории стал обладателем кубка КАССР, переиграв в финальном поединке своих извечных соперников — «Динамо» (3:0), а осенью оформил третье чемпионство в первенстве республики. Дебют команды в кубке РСФСР получился неудачным — спартаковцы в первом раунде в дополнительное время уступили грозненскому «Динамо» 1:2 и выбыли из борьбы.
В 1952 году «Спартак» под руководством Георгия Чумбуридзе впервые принял участие в первенстве РСФСР. Итогом выступления команды стало шестое место из одиннадцати команд. В розыгрыше кубка РСФСР спартаковцы дошли до четвертьфинала, уступив сталинградскому «Динамо» 0:5.
В сезоне 1953 года первенство РСФСР разыгрывалось по новой системе. На первом этапе регионы выявляли своих чемпионов, которые затем соревновались за первенство. Чемпионом республики стал «Спартак», который участвовал в южной зоне, где занял 7 место. 12 июля в Нальчике в розыгрыше кубка РСФСР спартаковцы уступили ставропольскому «Динамо» 0:1 и выбыли из дальнейшего розыгрыша. В финале кубка Кабардино-Балкарии спартаковцы встретились с «Пищевиком» из Докшукино (ныне Нарткала). Игра закончилась победой нальчан — 3:1.
В первенстве РСФСР 1954 года «Спартак» выступил крайне неудачно, одержав по ходу турнира две победы и дважды сыграв в ничью, команда заняла последнее место в южной зоне. В первенстве Кабардино-Балкарии «Спартак» стал серебряным призёром, уступив первое место коллективу нальчикской кондитерской фабрики.
В 1955 году спартаковцы выступали в Северо-Кавказской зоне первенства РСФСР. Итог — шестое место среди девяти участников соревнований. В первенстве среди команд ДСО «Спартак» нальчане стали бронзовыми призёрами, уступив одноклубникам из Ростова-на-Дону и Ставрополя.
В 1956 нальчане стали вторыми во второй подгруппе южной зоны первенства РСФСР. Перед началом сезона 1957 года коллектив оказался на грани исчезновения. Многие игроки покинули команду вслед за главным тренером, ряд игроков перешли в другие спортивные общества республики. «Спартак» принял участие в розыгрыше первенства КБАССР. В розыгрыше среди команд одноимённого ДСО нальчане заняли второе место, уступив первенство спортсменам из Иванова. В 1958 году коллектив из Нальчика занял в аналогичном турнире шестое место. Также спартаковцы стали чемпионами зимнего первенства республики.

### Чемпионат СССР

#### Класс «Б» (1959—1965)
Команда мастеров футбола класса «Б» — «Спартак» была укомплектована в феврале 1959 года. Костяк команды составили местные футболисты. Средний возраст игроков — 21 год. Старшим тренером коллектива был назначен Владимир Фёдорович Суетин, его помощником был мастер спорта СССР Артём Агаларович Маркаров.
Свой дебютный матч в первенстве СССР команда провела 18 апреля, при поддержке родных трибун обыграв «Ширак» из Ленинакана (2:1). Автором первого гола нальчан в первенствах страны стал Казбек Туаев. По ходу сезона за неспортивное поведение и спортивно-техническую неподготовленность из команды были отчислены Адольф Туманян, Николай Поцхверия, Геннадий Митрофанов и Руслан Алиев. Эта мера способствовала сплочению коллектива и укреплению дисциплины спортсменов. В результате данных действий в составе команды к концу первого круга осталось тринадцать игроков. Команда была в экстренном порядке доукомплектована за счёт местных воспитанников. Итогом выступления коллектива в чемпионате страны стало десятое место из четырнадцати участников. Лучшим бомбардиром коллектива стал Александр Костин, на счету которого девять мячей.
В сезоне 1960 года «Спартак» возглавил новый старший тренер. Им стал мастер спорта Георгий Окропирович Чумбуридзе. Владимир Суетин остался в команде и был назначен его помощником. Свой второй сезон в первенстве СССР команда завершила на одиннадцатом месте. По окончании сезона «Спартаку» предстояло играть в «стыковых» матчах за право представлять республику в турнире класса «Б» с командой «АБЗ» из Докшукино. Итогом двухматчевого противостояния стала уверенная победа нальчан с общим счётом 10:5.
С началом нового сезона в «Спартаке» вновь сменился тренерский штаб. Коллектив возглавил заслуженный тренер РСФСР Станислав Викентьевич Леута, его помощником стал Григорий Николаевич Петров. По различным причинам команду покинули Владимир Андриенко, Александр Костин и другие. Им на смену были призваны молодые и способные футболисты из дубля московского «Спартака» Михаил Бубнов, Эдуард Кветинский и Борис Казаков. Под руководством данного тандема «Спартак» стал двенадцатым в четвёртой зоне РСФСР класса «Б».
По окончании сезона в связи с неудовлетворительными результатами в «Спартаке» вновь произошла смена тренеров. Старшим тренером приглашён заслуженный мастер спорта СССР Виктор Иванович Новиков. Вторым тренером назначен мастер спорта Борис Иванович Курнев. В составе нальчан дебютировал молодой вратарь Анатолий Алдышев, приехавший из Новосибирска. Вернулись в команду Юрий Чистохвалов и Александр Костин. Но кардинального изменения в итоговой таблице эти перемены не принесли. «Спартак» занял одиннадцатое место из пятнадцати команд. 26 июля спартаковцы провели свой первый международный матч. На своём поле они принимали футболистов итальянского клуба «Трамвьери» из Болоньи. Встреча завершилась победой нальчан со счётом 4:2. Хет-триком отметился Александр Костин, ещё один гол забил Юрий Чистохвалов.
Сезон 1963 года начался для нальчан с очередных перестановок на тренерском мостике. Старшим тренером был назначен Анатолий Яковлевич Свирский, вторым тренером стал Борис Андреевич Никифоров, до этого тренировавший команду «Динамо» из Брянска. Итогом сезона для нальчан стало неутешительное пятнадцатое место среди шестнадцати команд и, как следствие, очередные перемены в тренерском штабе команды. Новым рулевым коллектива из Нальчика стал Дмитрий Георгиевич Чихрадзе, уже тренировавший команду ранее, но после самовольного ухода коллектива с поля во время матча на первенство РСФСР против махачкалинского «Динамо» в 1954 году Чихрадзе был отстранён от тренерской работы. Вторым тренером был приглашён Юрий Харлампиевич Котов. Возвращение Чихрадзе на тренерский мостик практически сразу принесло свой плоды, впервые за последние пять лет «Спартак» по итогам первенства оказался в верхней части турнирной таблицы, заняв итоговое шестое место, и впервые с положительным балансом мячей 44-41. 26 апреля 1964 года в Ленинакане в матче с «Шираком» в составе нальчан дебютировал Владимир Эштреков, ставший впоследствии значимой фигурой в республиканском футболе.
1965 год стал знаковым для нальчикского коллектива. Нальчане блестяще провели сезон, одержав победу в зональном турнире, опередив на 5 очков ближайшего конкурента, бакинское «Динамо». В полуфинальном турнире, проходившем в Нальчике, спартаковцы по два раза обыграли омский «Иртыш» и томское «Торпедо» с общим счётом 12:0. В Нальчике прошли и финальные игры чемпионата РСФСР. Спартаковцы одолели саратовский «Сокол» и уфимский «Строитель» с одинаковым счётом — 3:0, и, уже добившись права на участие в играх первенства во второй группе класса «А», победили казанский «Рубин» — 3:1. В итоге футболисты Кабардино-Балкарии забили в заключительных играх чемпионата РСФСР — 21 мяч, а пропустили всего — 1.
Победы в финале пришли к спартаковцам отнюдь не случайно. Случайно можно разбить тарелку. В футболе счастливый случай на стороне тех, кто ведёт неугасимую борьбу за спортивное счастье. И в этой борьбе спартаковцы зарекомендовали себя с наилучшей стороны. Существует своеобразный футбольный закон — успеха добивается коллектив, который не проигрывает у себя на поле и отбирает у противника, выступая в его пенатах, 50 процентов очков. Команда Нальчика в зональных играх у себя дома потеряла лишь очко, сделав ничью с сухумским „Динамо“. В гостях спартаковцы заполучили почти половину возможных очков. Право игры в полуфиналах было завоёвано. А так как с ним определилось и место проведения заключительных игр, „Спартак“ остался верен своей традиции — хорошо играть в родных стенах. Когда смотришь на игру „Спартака“, невольно ищешь сравнение с командой высшей лиги. Что-то у спартаковцев есть от киевлян, что-то от ростовчан, и что-то от минчан. Но это „что-то“ не в высокой технике, а в методе ведения борьбы. И наконец, ты начинаешь понимать, что „Спартак“ похож сам на себя. А общее лишь в том энтузиазме, высоком трудолюбии, которое характерно и для игры чемпиона страны — московского „Торпедо“.А. Леонтьев, мастер спорта, футбольный обозреватель газеты «Советский спорт»
В марте 1966 года пришло известие о том, что Федерация футбола СССР присвоила звание мастеров спорта спартаковцам Нальчика — чемпионам Российской Федерации 1965 года. Почётное звание получили: вратарь — Анатолий Алдышев, Защитники — Борис Литвинов, Заур Гогибедашвили, Владимир Николаенко, Владимир Малютин, Анатолий Кривошеев, полузащитники — Хасанби Ташев, Валерий Ильин, нападающие — Владимир Джиоев, Анатолий Шаповалов, Валерий Шереметьев. Также почётного звания были удостоены выбывшие из команды Геннадий Красиков и Юрий Ивановский.

#### Класс «А», вторая группа (1966—1971)
В сезоне 1966 года новичок второй лиги СССР выступал под руководством нового главного тренера — Юрия Котова. Дмитрий Чихрадзе был назначен начальником команды. Итогом выступления в первом для себя сезоне во второй лиге стало десятое место, что было несомненным успехом для нальчикского коллектива. Нападающий нальчан Владимир Эштреков вошёл в число 11 лучших футболистов России по итогам сезона. В мае 1966 года спартаковцы встретились с профсоюзной командой Марокко и выиграли — 2:0.
В январе 1967 года пришло сообщение, что Владимиру Эштрекову присвоено звание мастера спорта СССР. В руководстве «Спартака» произошли изменения. Начальником команды стал Олег Васильевич Погоняйло из грозненского «Терека». Старшим тренером был назначен Серафим Михайлович Холодков. Вернулся в команду Александр Апшев. Результатом данных перестановок стало двенадцатое место команды по итогам сезона. Столь неудачному выступлению нальчикского коллектива способствовали ошибки, допущенные тренерским штабом при укомплектовании команды в осенне-зимний период: шестеро из приглашённых игроков не смогли закрепиться в составе, что сказалось на итоговом результате.
Перед началом нового сезона «Спартак» был переведён во вторую подгруппу класса «А», где основную часть составляли украинские команды, с которыми ранее нальчане не встречались. С первых дней сезона коллектив никак не мог выбраться из группы аутсайдеров. В 26 играх они сумели набрать лишь 16 очков, забив всего 20 мячей, команда пропустила 44 и занимала двадцатое место. Главной бедой коллектива было отсутствие строгой дисциплины. Для её укрепления начальником команды был приглашён Карачай Кишуков, старшим тренером коллектива был назначен Юрий Котов. Эта мера оказалась полезной. В оставшихся 14 играх «Спартак» набрал 16 очков, забил в ворота соперников 21 мяч, пропустив в свои 16. Чемпионат нальчане закончили на шестнадцатом месте. Спартаковцы в этом году прослыли «грозой авторитетов», отобрав по три очка из четырёх у двух лидеров — николаевского «Судостроителя» и харьковского «Металлиста».
Перед началом сезона 1969 года шефство над командой взяли автотранспортные предприятия республики. «Спартак» был переименован в «Автомобилист». В марте коллектив принял участие в турнире «Подснежник», проходившем в Тырныаузе, и стал его победителем. Коллектив покинуло сразу несколько перспективных воспитанников: Виталий Мирзоев и Олег Курашинов пополнили ряды московского «Динамо», Казбек Тляругов и Руслан Шабатуков стали игроками ростовского СКА. Им на смену в основной состав были включены молодые игроки из дубля команды: Анатолий Захаров, Сергей Деревянкин и Руслан Иванов. Из рядов СКА в Нальчик перебрался опытный Евгений Дерёмов. «Автомобилист» начал сезон неудачно, одержав первую победу только в шестом туре над ростовским «Ростсельмашем» — 3:1. После одиннадцатого тура нальчане находились на последнем месте в турнирной таблице. По ходу сезона в коллективе сменился главный тренер. Вывести команду из тяжёлой турнирной ситуации был призван Виктор Владимирович Кирш. Поначалу казалось, что смена тренера никак не повлияла на результаты коллектива и лишь после двадцать второго тура «Автомобилист» впервые поднялся выше, оттеснив назад пятигорский «Машук», дальше дела пошли значительно лучше, и к концу сезона команда твёрдо закрепилась на пятнадцатом месте.
Сезон 1970 года можно смело считать удачным для нальчикского коллектива. Первый круг «Автомобилист» закончил на первом месте. Во втором круге на команду обрушилась череда неудач. Трагически погиб один из лучших защитников команды Станислав Афонин, на длительный срок выбыли из-за травм Рафик Батраев, Христофор Ксандопуло, Анатолий Шаповалов, заболел основной вратарь коллектива — Владимир Смолеев. В итоге нальчане уступили первое место своему основному конкуренту ярославскому «Шиннику». С тридцать четвёртого по сорок первый туры нальчане не пропустили ни одного мяча в свои ворота, забив в чужие 17. Но всё же первое место осталось за «Шинником», который опередил «Автомобилист» на три очка. После окончания чемпионата четыре сильнейшие команды из двух российских зон провели в Нальчике турнир по принципу «каждый с каждым» на первенство РСФСР. Нальчане во второй раз в своей истории завоевали звание чемпионов. К золотым жетонам и алым лентам чемпионов РСФСР «Автомобилист» прибавил ещё и приз «Справедливой игры», которым награждается самая корректная команда республики.
С первых же туров сезона 1971 года «Автомобилист» возглавил турнирную таблицу и уже после девятого тура опережал идущих следом «Волгу» и балаковский «Корд» на пять очков. Этот разрыв увеличился до семи очков в шестнадцатом туре, после выигрыша нальчан в Саратове у «Сокола» — 3:1 и поражения «Волги» в Махачкале — 0:1. Первый круг нальчане прошли без единого поражения, с тремя ничьими, обеспечив отличную разницу мячей 37-8. «Автомобилист» начал второй круг с 35 очками, тогда как у ближайшего преследователя — «Волги» было 26 очков. Этот солидный запас прочности позволил нальчанам досрочно стать победителем зоны с 55 очками. Первое поражение нальчане потерпели лишь в двадцать втором туре, в Йошкар-Оле — 0:1. После успешного окончания первенства «Автомобилисту» предстояло участие в турнире за право играть в первой лиге, который был проведён в Сочи. Коллектив из Нальчика занял второе место, уступив первенство пермской «Звезде», от которой отстал на два очка. Путёвка в первую лигу была успешно завоёвана. В 1971 году «Автомобилист» провёл серию международных товарищеских встреч с коллективами из Польши и Дании. По итогам сезона Руслан Ашибоков вошёл в состав 22-х лучших футболистов России, защищал честь сборной РСФСР в международных матчах. За достигнутые успехи в развитии физической культуры и спорта он был награждён почётной грамотой Президиума Верховного Совета КБАССР.

#### Первая лига (1972—1976)

Анатолий Крутиков старший тренер «Спартака» в 1974—1975 и 1979 годах

Сезон 1972 года стал дебютным для нальчикского коллектива в первой лиге советского футбола. Сыгранность команды должна была стать главным козырем коллектива, но получилось так, что к началу сезона команда распалась. На работу в Куйбышев уехал старший тренер Виктор Кирш, его место занял, ранее работавший с командой, Дмитрий Чихрадзе. По существу тренерам пришлось создавать новый игровой ансамбль. В начале первого круга тяжело заболел старший тренер Дмитрий Чихрадзе, и на его пост был приглашён Пётр Щербатенко, в прошлом известный форвард ЦСКА. Положение дебютанта к началу сезона было не из завидных, к середине первого круга Виктор Тляругов получил четвёртое предупреждение и решением Федерации футбола СССР был дисквалифицирован до конца сезона. Несмотря на все трудности с составом нальчане к девятому туру занимали шестое место в турнирной таблице. Первый круг «Автомобилист» завершил на тринадцатом месте. Сезон команда закончила на пятнадцатом месте, набрав 33 очка из 76 возможных. Было одержано восемь побед, одна из которых пришлась на матч с серебряным призёром первенства донецким «Шахтером» — 1:0.
В начале 1973 года автотранспортное управление, которое команда представляла на протяжении четырёх лет «решило выйти из игры». Команде было возвращено её прежнее название «Спартак». Спартаковцы успешно начали сезон. После пяти туров они занимали четвёртое место. В дальнейшем команда играла с переменным успехом и к концу первого круга занимала одиннадцатое место. Во втором круге спартаковцы несколько сдали свои позиции. Итог — шестнадцатое место.
С началом сезона 1974 года в «Спартак» пришли новые тренеры. Старшим тренером был назначен заслуженный мастер спорта Анатолий Фёдорович Крутиков, чемпион СССР 1962 года в составе московского «Спартака», чемпион Европы 1960 года. Вторым тренером стал заслуженный мастер спорта Галимзян Салихович Хусаинов, чемпион СССР 1962 и 1969 годов. Завершили выступление Анатолий Алдышев и Владимир Лиев, пополнил ряды киевского «Динамо» Руслан Ашибоков. Сезон нальчане начали с двух поражений на своём поле от московского «Локомотива» и минского «Динамо», но затем в течение семи туров они не уступали своим соперникам. Итог первого круга — десятое место. Во втором круге дела у «Спартака» идут с переменным успехом, но затем следует срыв: с тридцать второго по тридцать шестой тур — 5 поражений подряд. 28 октября состоялся ключевой матч сезона для нальчан. «Спартак» в родных стенах принимал одного из лидеров «Крыльями Советов» из Куйбышева. В случае победы «Крылья» могли обеспечить себе место в высшей лиге, однако победа нужна была и нальчанам, которые в случае поражения могли досрочно покинуть первую лигу. Дополнительный интерес к матчу подогревал тот факт, что тренером «Крылышек» был Виктор Кирш, ещё в прошлом сезоне работавший в Нальчике. Матч завершился победой нальчан со счётом 1:0. Победный мяч в дебюте встречи забил Евгений Дерёмов. Итогом сезона для «Спартака» стало четырнадцатое место.
Перед началом сезона 1975 года в команду вернулись Виталий Мирзоев и Олег Курашинов. Юрий Пилипко перешёл в стан московских одноклубников. Старт первенства сложилось для спартаковцев крайне неудачно. В конце мая в результате автомобильной катастрофы на длительный срок выбыли из строя ведущие футболисты клуба: Виталий Мирзоев, Олег Курашинов, Христофор Ксандопуло, Шамиль Настаев. Пришлось в срочном порядке вводить в основной состав молодых, неопытных футболистов, что незамедлительно сказалось на результатах команды. Клуб моментально сдал свои позиции, оказавшись в числе аутсайдеров. 15 июля нальчане потерпели самое сокрушительное поражение в своей истории, проиграв в Куйбышеве «Крыльям Советов» — 0:8. Во втором круге команда постепенно стала приходить в себя. Ей удался прекрасный финиш. В последних семи встречах первенства команда набрала одиннадцать очков из четырнадцати, одержав четыре победы и трижды сыграв в ничью, коллектив из Нальчика завершил сезон на четырнадцатом месте. Вот какую характеристику «Спартаку» в том сезоне дал обозреватель еженедельника «Футбол-Хоккей» Илья Бару:
… Я далёк от мысли, будто нальчикский „Спартак“ представляет собой сегодня созревший футбольный коллектив. Команда переживает период юношеской ломки. Но ведь ломка-то эта связана с процессом возмужания. Не берусь гадать, когда же придёт к „Спартаку“ взрослость и в каком качестве, но, похоже, она не отдалена от нынешнего времени долгими сроками…
Сезон 1976 года «Спартак» встретил с новым главным тренером. Анатолий Крутиков покинул команду, перейдя в московский «Спартак». Старшим тренером был назначен Юрий Хамзетович Наурзоков, ранее выступавший за клуб. Покинул команду один из лидеров последних лет Христофор Ксандопуло, о завершении карьеры объявил Евгений Дерёмов. В коллективе появилась целая плеяда молодых игроков из команд республики: Руслан Пак, Геннадий Витковский, Шамиль Саблиров, Руслан Беков, Владимир Балов и Владимир Григорьев. Вернулся в команду из киевского «Динамо» Руслан Ашибоков. Нальчане крайне неудачно начали сезон. Первая победа была одержана в тринадцатом туре во встрече с казанским «Рубином» (2:0). По ходу сезона коллектив сменил название на «Эльбрус», но эти перемены не способствовали улучшению результатов команды. В связи с неудовлетворительными показателями коллектива, под занавес сезона, на должность старшего тренера был приглашён заслуженный тренер РСФСР Иван Васильевич Золотухин. Сезон нальчане завершили на последнем (двадцатом) месте и покинули ряды первой лиги первенства СССР.

#### Возвращение и вылет (1977—1980)
Перед началом сезона 1977 года коллективу была поставлена задача — в кратчайший срок вернуть нальчикскому футболу место в первой лиге. Команде возвращено старое название «Спартак». Старший тренер Иван Васильевич Золотухин полностью обновил состав. По новым требованиям федерации футбола СССР команды второй лиги имели право заявить для участия в первенстве не больше шести игроков старше 23 лет. Вернулся в линию нападения из московского «Спартака» Юрий Пилипко пару ему составил Руслан Беков. В полузащите стержневым остался опытный Виктор Батарин, а в обороне все роли отвели многоопытным Руслану Ашибокову, Николаю Дуцеву, Валерию Ващенкову и Александру Морозову. Вернулся в команду после тяжёлой травмы и Шамиль Настаев. Первые матчи показали, что у нальчан серьёзные намерения. В трёх играх на выезде они взяли пять очков. После седьмого тура «Спартак» опережали ближайшего соперника — динамовцев Зугдиди на три очка. За тур до финиша первенства нальчане обеспечили себе первое место в лиге. В 42 матчах было одержано 25 побед. Лучшим бомбардиром команды стал Руслан Беков. Забив 26 мячей, он тем самым установил новый клубный рекорд по числу голов забитых за сезон. По окончании зонального турнира «Спартаку» предстояло сыграть с литовским «Жальгирисом» за право выступать в первой лиге. В двух матчах при родных трибунах соперники обменялись победами по 1:0. Решающий матч состоялся на нейтральном поле в Кишинёве и завершился победой «Жальгириса» 2:1.
Перед началом сезона 1978 года команду покинул целый ряд опытных игроков: Сергей Петров перебрался в «Искру» из Смоленска, Николай Перченко в калининскую «Волгу», а Виктор Батарин пополнил ряды краснодарской «Кубани». В начале лета в Куйбышев уехал Юрий Пилипко. Из московского «Спартака» в стан нальчан перешёл Виктор Ноздрин. После трети чемпионата нальчане занимали десятое место, отстав от лидера «Ростсельмаша» на 7 очков. Настоящую твёрдость проявили руководители коллектива, введя в основной состав большу́ю группу местных футболистов, таких как Муаед Ахобеков, Григорий Бойко, Руслан Кумахов и Виктор Камарзаев. Перед ними была поставлена задача бороться за путёвку в первую лигу. В начальных четырнадцати турах спартаковцы потеряли тринадцать очков, проиграв при этом пять матчей, но в дальнейшем игра команды преобразилась. В последующих тридцати двух турах спартаковцы потерпели всего три поражения, набрав 52 очка. В тридцать седьмом туре нальчане догнали лидера, а затем и обошли его, и уже никому не уступили первое место до конца первенства. По окончании зонального турнира спартаковцам предстояло сыграть два матча за право выступать в первой лиге с фрунзенским клубом «Алга». В первой встрече, при поддержке своих болельщиков, они одержали победу со счётом 2:0, а во Фрунзе проиграли 0:1. По сумме двух игр «Спартак» добился права в будущем году играть в первой лиге.
В 1979 году «Спартак» принял старт в первой лиге первенства СССР. На место ушедшего в махачкалинское «Динамо» Ивана Золотухина, старшим тренером был приглашён Анатолий Крутиков, уже работавший с командой ранее. Вместе с Золотухиным коллектив покинула большая группа игроков основного состава: Валерий Ващенков, Сергей Анохин, Николай Дуцев, Дмитрий Димитриади, Виктор Ноздрин, Николай Жульков и Василий Милес. Это способствовало привлечению молодёжи в команду. Из детско-юношеских школ республики пришли в команду Юрий Апанасов, Сергей Трубицин и Асланбек Ханцев, также коллектив пополнили Борис Синицын из «Ростсельмаша», Николай Алешин из харьковского «Металлиста», Валентин Суров из воронежского «Факела», Валерий Савосин из Орла и молодой воспитанник махачкалинского футбола Равиль Шарипов. Первую половину первенства нальчане завершили на девятнадцатом месте. Если в первых тринадцати матчах спартаковцы набрали четырнадцать очков, то в остальных десяти — только пять. Всего по ходу первенства нальчане одержали шестнадцать побед, семь из которых на выезде. У серебряного призёра первенства краснодарской «Кубани» спартаковцы отобрали три очка. Итогом выступления команды в первенстве страны стало шестнадцатое место. Одним из самых ярких игроков в составе команды был Равиль Шарипов, удостоенный по итогам сезона звания мастер спорта как обладатель четвёртого места в составе сборной РСФСР на Спартакиаде народов СССР.
Сезон 1980 года «Спартак» начал под руководством нового старшего тренера. Им стал известный в прошлом игрок клуба, мастер спорта, чемпион СССР 1964 года в составе тбилисского «Динамо» Александр Апшев. Об этом стало известно в середине января, когда выяснилось, что Анатолий Крутиков в Нальчик уже не возвратится. К этому моменту команда понесла чувствительные потери, лишившись ряда игроков основного состава. Коллектив покинули Борис Синицын, ушедший в ставропольское «Динамо», Николай Алешин пополнил ряды симферопольской «Таврии», Валентин Суров перебрался в липецкий «Металлург», а Равиль Шарипов в «Металлург» запорожский. Александр Апшев был вынужден прибегнуть к услугам ветеранов — защитников Руслана Ашибокова и Александра Морозова, которые до этого покинули команду, поскольку обоим уже было за тридцать. На московском предсезонном турнире в команду были приглашены полузащитник Владимир Шарпан благовещенского из «Амура», и нападающий Александр Маначинский из Орджоникидзе. Большие надежды тренерским штабом были возложены на группу молодых воспитанников местной СДЮШОР «Эльбрус»: Геннадия Витковского, Сергея Трубицина, Валерия Мазанько и Вячеслава Губжева. Чуть позднее появились в коллективе Басир Наурузов и Валерий Кушхатуев, которых порекомендовали из коллективов физкультуры республики. Команда начинала сезон с побед над «Жальгирисом» (1:0), смоленской «Искрой» (3:0), одноклубниками из Ивано-Франковска (3:0) и утвердилась в лидирующей группе. Но затем обнаружилось, что нальчане весьма неуютно чувствуют себя на чужих полях, каждый их выезд сопровождался поражением. В результате в двенадцати матчах, проведённых вне дома, лишь в Куйбышеве спартаковцы добыли одно очко. По итогам первого круга «Спартак» набрал 17 очков из 46 возможных, и пришёл к промежуточному финишу на 22-м месте в турнирной таблице. Перед вторым кругом в команде появились защитники Александр Попович из пятигорского «Машука» и Александр Никитин из Элисты, полузащитник Александр Борзенко из Ставрополя. Дебютировал в составе команды местный воспитанник Юрий Красножан. Но это не изменило положения дел в турнирной таблице. За весь сезон нальчане одержали всего восемь побед в сорока шести матчах первенства и, заняв 23-е (предпоследнее) место, покинули ряды первой лиги.

#### Вторая лига (1981—1991)
Последующие одиннадцать лет с 1981 по 1991 годы нальчикский «Спартак» был неизменным участником первенства СССР среди команд второй лиги.
В команде произошли многочисленные изменения. Покинули клуб Леонид Дворкин, Виктор Камарзаев, Владимир Шарпан, Шота Сомхишвили, Александр Попович, Камиль Резепов, Александр Борзенко, Александр Маначинский, Геннадий Витковский и Владимир Балов. Завершили выступления Руслан Ашибоков и Александр Морозов. Им на смену пришли молодые воспитанники из различных коллективов республики: Рашид Атабиев, Георгий Лобжанидзе, Юрий Вьюнов, Казбек Нахушев и Алексей Захаров. Перед началом сезона 1981 года в интервью корреспонденту «Кабардино-Балкарской правды» старший тренер «Спартака» Александр Апшев сообщил следующее:
Для начала поборемся за победу в зоне. Эта задача сама по себе сложная, а уж если решим её — все силы положим, чтоб вернуться в компанию первой лиги. Все дело в том, хватит ли у молодёжи физических сил на дистанцию зонального турнира, а играет она с явным удовольствием.
И опасения наставника нальчан оказались оправданы: «Спартак» завершил зональный турнир на восьмом месте, отстав от победителя, волгоградского «Ротора», на 17 очков. 23 сентября 1981 года в домашнем матче против белгородского «Салюта» (3:0) нападающий нальчан Вячеслав Губжев забил тысячный гол коллектива в розыгрышах первенства страны по футболу.
С началом сезона 1982 года в «Спартаке» продолжился процесс смены поколений. В команду была приглашена большая группа воспитанников детско-юношеских школ республики: Заур Хапов, Алим Таукенов, Геннадий Дмитров, Али Алчагиров, Юрий Серкин, Лиуан Максидов и Андрей Морсков. Вернулся в команду из «Пахтачи» Александр Богачев. Завершил выступления Шамиль Настаев. Сезон для нальчан сложился неудачно. Команда заняла пятнадцатое место из семнадцати. Так низко спартаковцы во второй лиге ещё никогда не опускались. Победив последний раз 31 августа ростовский «Ростсельмаш» со счётом 3:2, нальчане в девяти оставшихся играх одну встречу завершили вничью и восемь раз уходили с поля побеждёнными, за этот период было забито 7 мячей и пропущено 24. Семь раз нальчане уступили соперникам с разницей в три и более мячей. 23 сентября на республиканском стадионе в Нальчике состоялся международный товарищеский матч между местными спартаковцами и сборной Лаоса. Матч завершился победой хозяев поля со счётом 2:0.
1983 год спартаковцы встретили с новым руководством и большими изменениями в составе. Коллектив возглавил воспитанник клуба, мастер спорта международного класса Владимир Эштреков, выступавший в бытность футболистом за московские команды «Спартак», «Динамо» и «Локомотив», и призывавшийся в ряды сборных РСФСР и СССР. В команду была приглашена большая группа воспитанников местной школы олимпийского резерва: Хасанби Биджиев, Асланбек Ханцев, Игорь Солобаев, Арсен Секреков и Азнаур Кодзоков. Были и потери. Расположение клуба покинули Заур Хапов, Валерий Мазанько, Юрий Вьюнов, Альберт Хачатурян, Александр Богачев, Юрий Пазов, Казбек Нахушев и Николай Васильев. Завершил карьеру Николай Кокорин. Сезон нальчане начали с домашней победы над торпедовцами Таганрога — 2:1, но уже в следующем туре они дома уступили «Ростсельмашу» — 0:2. В актив команды можно отнести две победы над победителем зонального турнира «Спартаком» из Орджоникидзе. Итогом выступления команды стало одиннадцатое место.
Сезон 1984 года нальчане начали с двух домашних побед волжским «Торпедо» — 3:1 и астраханским «Волгарём» — 3:0, но первый же выезд команды принёс два поражения с неутешительной разницей мячей 1-7. По итогам первого круга «Спартак» занимал пятое место. Второй круг нальчане провели слабее, одержав всего четыре победы. Итогом сезона стало шестое место в зональном турнире второй лиги. По окончании сезона впервые в Кабардино-Балкарии по инициативе газеты «Советская молодежь» был проведён опрос по определению лучшего футболиста «Спартака». По итогам данного опроса лучшим был признан 30-летний нападающий Басир Наурузов.
В первенстве 1985 года коллектив нальчикского «Спартака» оказался самым молодым в зональном турнире (средний возраст игроков составил 22 года). После первого круга нальчане занимали пятое место. Во втором круге спартаковцы значительно прибавили в игре, одержав двенадцать побед, две встречи завершились вничью, и один матч был проигран лидеру «Ростсельмашу» — 0:1. По результатам второго круга нальчане опередили победителя зонального турнира «Ростсельмаш» на три очка и в итоге заняли второе место, отстав от лидера на пять очков. Нальчане пропустили в свои ворота всего 16 мячей, что стало лучшим показателем по итогам турнира. 22 августа 1985 года в выездном поединке против майкопской «Дружбы» (2:1) Руслан Беков установил уникальное достижение в истории клуба. Он забил свой сотый мяч в составе нальчан в ворота соперников. Футболисты нальчикского «Спартака» Руслан Беков, Вячеслав Губжев, Басир Наурузов, Заур Хапов, Сергей Трубицин, Валерий Заболотный, Шамиль Исаев и Асланбек Ханцев в составе сборной РСФСР выступали на турнире в Анголе. По единому мнению руководства команды, республиканского спорткомитета Федерации пропаганды физкультуры и спорта КБАССР, спортивных журналистов четырёх республиканских газет, радио и телевидения приз газеты «Советская молодежь» лучшему футболисту года был присуждён Зауру Хапову.
Перед началом сезона 1986 года коллектив нальчан пополнился большой группой воспитанников различных футбольных школ республики. Завершил карьеру один из самых успешных нападающих в истории клуба Руслан Беков. По итогам первого круга «Спартак» сильно отстал от лидеров. В 16 играх — 6 побед и столько же поражений при 4 ничьих. Во втором круге нальчане прибавили в игре — было одержано 9 побед, 4 матча закончилось вничью, при 3 поражениях. Спартаковцы завершили турнир на седьмом месте. Ставший уже традиционным приз газеты «Советская молодежь» лучшему футболисту года на этот раз достался Вячеславу Губжеву.
В первенстве 1987 года тренерские ряды «Спартака» претерпели некоторые изменения. Сменился начальник команды — вместо Нурбия Хакунова им стал мастер спорта Хасанби Ташев, второго тренера Юрия Павленко сменил Сергей Пономарёв. В составе команды появилась большая группа игроков, недавно прошедших службу в рядах советской армии: Виктор Кумыков, Али Алчагиров, Эдуард Куготов и Юрий Серкин. Перебрался в стан московских одноклубников Заур Хапов. Большая группа игроков была отстранена из команды тренерским штабом. Среди них были как опытные игроки: Вячеслав Абазехов, Муаед Ахобеков, Лиуан Максидов, Валерий Кушхатуев, так и молодые футболисты: Мурат Зекох, Александр Зубко, Валерий Кардангушев и Александр Солобаев. Нальчане удачно начали сезон, одержав две победы дома над «Ураланом» и «Волгарём», с выезда же спартаковцы привезли всего одно очко. По итогам первого круга нальчане занимали пятое место, имея на своём счету девять побед, три ничьи и четыре поражения. В первом круге нальчане одержали три победы на выезде, обыграв в Волгодонске «Атоммаш» — 2:1, в Волжском «Торпедо» — 1:0, и в Новороссийске «Цемент» — 2:1. Второй круг спартаковцы начали с победы над «Соколом», но потом потери очков дома и на выезде не позволили им вмешаться в борьбу за первое место. В итоге «Спартак» стал третьим, уступив второе место саратовцам по общему числу побед в первенстве. Приз лучшему футболисту республики второй год подряд достался Вячеславу Губжеву.
Пред началом первенства 1988 года состав нальчан не претерпел больших изменений. Дебютировали в команде молодые воспитанники детско-юношеских учреждений республики: Сергей Кращенко и Аслан Гоплачев. Али Алчагиров пополнил ряды московского «Спартака». А вот в третьей зоне второй лиги произошли изменения. В состав участников розыгрыша было добавлено восемь команд из Грузии и Армении. Сезон нальчане начали удачно, в первых одиннадцати турах спартаковцы одержали семь побед, ещё две встречи завершились ничейным исходом. Но затем в оставшихся восьми матчах первого круга нальчане четырежды покидали поле побеждёнными. Во втором круге спартаковцы выступили более успешно. Погоня за лидерами турнира новороссийским «Цементом» и торпедовцами Таганрога не прекращалась до самого финиша первенства. В последнем матче чемпионата спартаковцы играли в Кировакане с «Лори». Чтобы догнать лидеров, им нужна была только победа, но нальчане уступили со счётом 2:3 и заняли по итогам розыгрыша третье место, отстав от лидеров на два очка. В ноябре, для проведения товарищеских матчей, в Нальчик приехала команда «Сталь» из Польской Народной республики. Между командами состоялось две встречи. Первую нальчане выиграли со счётом 2:1 благодаря дублю Азнаура Кодзокова, вторая же завершилась безголевой ничьей. Приз лучшему игроку команды по итогам сезона достался Эдуарду Куготову.
Перед стартом сезона 1989 года президиум Федерации футбола СССР утвердил новое положение о всесоюзных соревнованиях. По регламенту только шесть лучших команд из каждой зоны, по итогам первенства могли рассчитывать на дальнейшее участие в соревнованиях второй лиги. Остальные же будут участвовать в чемпионате республик. Задачей минимум для «Спартака» стало попадание в число 26 российских команд, которые будут представлены в так называемых «буферных» зонах второй лиги. Состав команды в межсезонье практически не изменился. Первый круг футболисты «Спартака» закончили на восьмом месте — 10 побед, 4 ничьи и 7 поражений. В начале июня нальчане провели турне по Иордании, по окончании которого в команде сменился главный тренер. Им стал Анатолий Афанасьевич Алдышев, бывший наставник нальчан Владимир Хазраилович Эштреков остался работать в Иордании. Второй круг нальчане провели сильнее, были одержаны победы над непосредственными конкурентами за попадание в шестёрку — новороссийским «Цементом» — 2:0, грозненским «Тереком» — 4:2, «Волгарём» из Астрахани — 2:0 и «Лори» из Кировакана — 3:1. Но слишком частые срывы в игре с более слабыми соперниками привели к тому, что по окончании турнира нальчанам не хватило двух очков для попадания в первую шестёрку команд. Приз лучшему игроку команды по итогам сезона в третий раз достался Вячеславу Губжеву.
Перед началом первенства 1990 года Федерация футбола Грузии запретила своим командам участвовать в розыгрыше, а вскоре после его начала из состава участников вышли клубы Литвы. В связи с этими событиями «Спартак» был переведён из республиканской зоны второй лиги в «буферную». Старт у нальчан получился неудачным — команда проиграла в Черновцах и Виннице с одинаковым счётом 0:2, но на финише первого круга нальчане были в числе лидеров. Выездные победы над «Химиком» (2:1), «Лори» (2:1), «Закарпатьем» (1:0) и ленинаканским «Шираком» (5:0) способствовали продвижению коллектива вверх по турнирной таблице. Во втором круге команда ненадолго вышла в лидеры зоны, после чего последовал спад в игре коллектива. На полях соперников нальчане одержали только одну победу над могилёвским «Днепром» (3:1). 26 августа 1990 года в домашнем поединке против ужгородского «Закарпатья» нападающий «Спартака» Вячеслав Губжев забил свой сотый гол за клуб, тем самым повторив достижение Руслана Бекова шестилетней давности. Итогом выступления нальчан стало восьмое место в зональном турнире. Приз лучшему игроку команды по итогам сезона второй раз достался Эдуарду Куготову.
Начало сезона 1991 года не предвещало «Спартаку» такого фиаско. Взяв в первых трёх играх три очка, нальчане встречались в очередном туре в Луганске с местной «Зарёй» и потерпели разгромное поражение 0:5. Это надломило команду, и она стала терять очки не только на выезде, но и дома. Итог первого круга: 20-е место — 6 побед, 3 ничьи, 12 поражений. В связи с неудовлетворительными результатами подал в отставку главный тренер Анатолий Афанасьевич Алдышев. Во втором круге команду возглавил Иван Иванович Николаев, работавший до этого в «Амуре» из Благовещенска. Нальчане продолжали терять очки на выезде, правда, в тридцать третьем туре спартаковцы обыграли лидера зонального турнира львовские «Карпаты» 2:1. Это были единственные два очка, которые команда привезла с выезда. В сентябре подал в отставку и Николаев. Главным тренером был назначен его помощник, воспитанник клуба, Руслан Беков. Но и это не принесло результата. Итогом сезона стало 17 место из 22 команд. 22 августа в Полтаве в игре против «Ворсклы» один из голов, забитый Басиром Наурузовым в ворота соперников, стал для него сотым в составе «Спартака». Таким образом, Басир стал третьим футболистом в истории нальчикского клуба, которому покорился этот рубеж. Лучшим футболистом «Спартака» по итогам сезона был признан Юрий Серкин.
Всего в период с 1959 по 1991 годы клуб из Нальчика принял участие в 33 розыгрышах первенства СССР по футболу, 15 из которых (1959—1962; 1966—1969; 1972—1976; 1979—1980) нальчане провели во второй по значимости лиге. Лучшим достижением здесь для них стало 10-е место в 1959 и 1966 годах. Остальные 18 сезонов спартаковцы провели в третьей по значимости лиге советского футбола. Лучшим достижением здесь были первые места в зональном турнире в 1965, 1971, 1977 и 1978 годах, а также вторые места в 1970 и 1985 годах. Дважды спартаковцы становились третьими в первенстве второй лиги в 1987 и 1988 годах.

### Чемпионат России

#### Первые годы (1992—1995)
После распада Советского Союза в 1991 году бывшие республики, входившие в его состав, начали проводить собственные независимые футбольные соревнования. Чемпионат России по футболу был создан практически с нуля. Нальчикский «Спартак» был включён в состав участников первенства западной зоны первой лиги. Перед началом сезона главным тренером команды был назначен Казбек Тляругов, в бытность игрока выступавший за клуб. Вместе с тренером коллектив пополнил ряд игроков баксанского «Эталона»: Тимур Шипшев, Руслан Кагермазов, Казбек Нахушев и Мухарбий Алкашев. Также в команде появились Альберт Саркисян и Олег Киримов из Прохладного. В первом чемпионате России нальчане заняли восьмое место, показав себя «домашней» командой первенства. В семнадцати встречах в родных стенах нальчане набрали 29 очков из тридцатичетырёх возможных. В домашних поединках нальчане уступили лишь дважды, в играх с лидером первенства сочинской «Жемчужиной» и азовским «АПК», один матч завершился ничейным результатом — это игра с бронзовым призёром первенства «Гекрисом» из Новороссийска. Лучшим футболистом по итогам сезона в третий раз был признан Эдуард Куготов. Он же, с девятнадцатью мячами в активе, стал лучшим бомбардиром команды по итогам первенства.
Перед началом сезона 1993 года было объявлено, что в связи с реорганизацией системы лиг и образованием с 1994 года третьей лиги, в 1993 году две трети команд первой лиги выбывали во вторую. Как следствие, зона вылета в западной зоне начиналась с девятого места. Нальчане выступили неудачно и, заняв в итоговой таблице шестнадцатое место, покинули ряды первой лиги. Лучшим футболистом команды по итогам сезона стал Олег Киримов.
В сезоне 1994 года «Спартак» возглавил Юрий Хамзетович Наурзоков, уже работавший с командой в 1979 году. 28 марта впервые состоялась презентация футбольного клуба «Спартак». Она было представлена в виде своеобразного телешоу. Перед собравшимися выступили начальник команды, председатель клуба Николай Кокорин. Главный тренер коллектива познакомил присутствующих со своими помощниками и футболистами. Среди представленных игроков не оказалось Басира Наурузова, который принял решение о завершении карьеры игрока. За 17 сезонов в «Спартаке» Басир провёл около 500 матчей, в которых забил 123 мяча. Дебютировали в команде молодые игроки Александр Заруцкий и Константин Деменко. Одержав пятнадцать крупных побед за сезон, четыре из которых были добыты на выезде, нальчане заняли итоговое третье место, но это не позволило спартаковцам подняться в классе. Также в этом сезоне состоялось первое республиканское дерби в рамках розыгрышей первенства России по футболу. «Спартак» дважды сыграл с командой «Кавказкабель» из Прохладного и оба раза выиграл — 3:1 в гостях и 4:0 в Нальчике. Лучшим футболистом команды по итогам сезона стал Аслан Гоплачев, он же возглавил список лучших бомбардиров зонального турнира с 29 мячами в активе. На протяжении сезона Аслану трижды удалось оформить «покер» (забить четыре мяча в одном матче). Причём два из них состоялись в выездных поединках с тверской «Трион-Волгой» (1:4) и коломенским «Авангардом-Кортэк» (1:6) 27 и 30 сентября соответственно. Достигнув показателя в 29 забитых мячей за сезон, Аслан тем самым на три мяча улучшил достижение Руслана Бекова, которое продержалось 17 лет.
В 1995 году «Спартак» возглавил Борис Синицын, перед которым была поставлена чёткая задача — вывести команду в первую лигу. С первых же туров нальчане обозначили серьёзность своих намерений, одержав на старте шесть побед кряду. За сезон команда одержала тридцать побед. Среди них две со счётом 7:0. (дома над «Автодором» из Владикавказа и белгородским «Салютом»), и четыре победы со счётом 6:1, но не обошлось и без крупного поражения. 18 июня спартаковцы в Краснодаре уступили «Кубани» со счётом 0:6. В матчах с клубами республики «Спартак» выступил успешно: прохладненский «Кавказкабель» был обыгран 3:1 дома и 4:3 в гостях, а баксанская «Автозапчасть» — 2:1 и 1:0 соответственно. Лучшим футболистом клуба по итогам сезона был признан Александр Заруцкий.

##### Дублирующий состав (фарм-клуб)
В соревнованиях третьей лиги в 1995 году дебютировала дочерняя команда нальчикского клуба — «Спартак-2» Нарткала, главным тренером которой был назначен совсем недавно завершивший карьеру игрока в основной команде Басир Наурузов. «Спартак-2» поначалу был представлен как фарм-клуб основной команды, но по ходу первенства администрация города Нарткалы приняла решение сделать команду самостоятельной. В сезонах 1996 и 1997 годов в третьей лиге играла команда «Спартак»-д Нальчик.

#### Первый дивизион (1996—2005)
Перед началом сезона 1996 года тренером команды был приглашён Виктор Кумыков, в прошлом году работавший с «Автозапчастью» из Баксана. Из-за разногласий с бывшим наставником коллектив покинула группа игроков основного состава: Шамиль Исаев, Вячеслав Губжев, Эдуард Куготов, Владимир Доткулов. Им на смену пришли опытные игроки: Али Алчагиров, Сергей Газданов, Марат Дзоблаев. Также команда пополнилась рядом молодых футболистов. Возвращение «Спартака» в первую лигу началось с матча в Нальчике против «Нефтехимика» из Нижнекамска. На матче собралось 12 000 зрителей, и спартаковцы не обманули чаяний своих болельщиков — победа 2:1. Итогом сезона для нальчан стало девятое место. Всего за сезон команда одержала семнадцать побед, пять из которых с крупным счётом. Удачной для спартаковцев вышла концовка первенства. Из десяти матчей на финише «Спартак» выиграл семь, ещё две встречи нальчане свели к ничейному результату. Лучшим футболистом клуба по итогам сезона второй год подряд был признан Александр Заруцкий.
Перед началом нового сезона в команде произошли незначительные изменения. Дебютировал в составе нальчан молодой вратарь Александр Чихрадзе. Вернулись в клуб Анзор Дзамихов и Константин Деменко. Завершил выступления Аслан Гоплачев. По итогам турнира повышение в классе получала только команда-победитель, и за первенство развернулась упорная борьба. Нальчане шли в тройке лучших, попеременно меняясь местами с «Ураланом», «Соколом-ПЖД» и липецким «Металлургом». Апофеозом борьбы стал матч в Элисте в 18 туре. Ведя 1:0 и 2:1, спартаковцы в итоге уступили «Уралану» 2:3. Первый круг команда завершила на втором месте. Во второй половине в игре нальчан последовал спад. 10 из 11 встреч на выезде были проиграны. И лишь в последнем выездном матче была повержена «Заря» из Ленинск-Кузнецкого — 3:1. В родных стенах «Спартак» выиграл все матчи во втором круге — в том числе и у победителя турнира «Уралана» (1:0). Лучшим игроком команды по итогам сезона третий год подряд был признан Александр Заруцкий. Он же стал лучшим бомбардиром коллектива по итогам первенства.

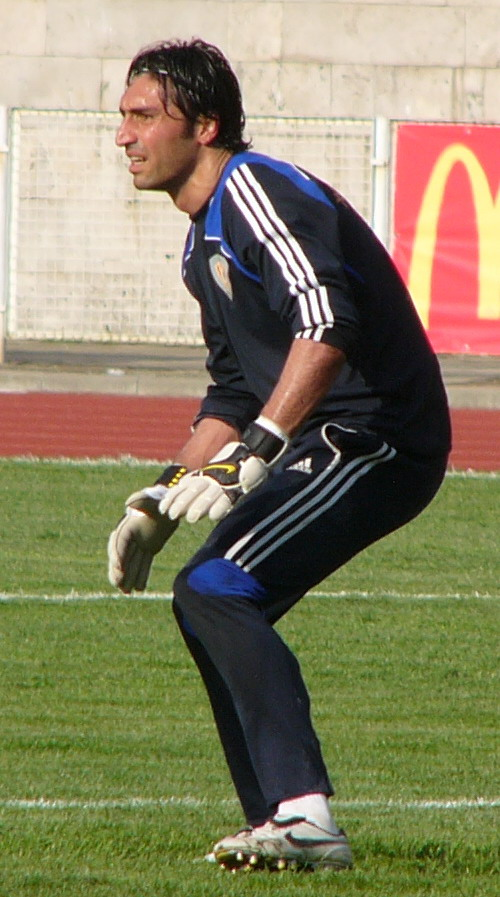
Александр Чихрадзе

В 1998 году в команде было произведено омоложение состава, «Спартак» остался без двух харизматичных лидеров — Альберт Саркисян перешёл в московский «Локомотив», а Александр Заруцкий — в «Аланию». Команду пополнили Леонид Кудаев, Мурат Искаков, Василий Сепашвили. Летом вернулись в родной клуб Эдуард Куготов и Владимир Доткулов. После победы в дебютном матче сезона над читинским «Локомотивом» 2:1 «Спартак» не мог выиграть 12 встреч подряд. После чего последовала крупная победа в поединке с «Анжи» (5:0). В 17 туре первенства спартаковцы потерпели самое крупное поражение в своей российской истории, уступив в Томске местной «Томи» 0:8. По окончании первого круга руководство клуба объявило об отставке Виктора Кумыкова в связи с переходом на другую работу. На пост главного тренера был приглашён Виктор Зернов, ранее работавший с дублем московского «Спартака». После домашних побед над двумя «Ладами» в игре спартаковцев вновь последовал спад, и даже гостевые победы над липецким «Металлургом» и воронежским «Факелом» не спасли положение — команда прочно обосновалась на предпоследнем, 21-м месте в турнирной таблице. 16 сентября в матче тридцать третьего тура спартаковцы на своём поле принимали тульский «Арсенал» (1:1). Матч завершился громким скандалом — прямо на бровке неизвестным болельщиком и вратарём нальчан Александром Чихрадзе был избит боковой судья Сергей Фурса из Санкт-Петербурга. Вердикт КДК РФС был строг — пожизненная дисквалификация для Александра Чихрадзе (была снята через два года) и дисквалификация стадиона в Нальчике до конца сезона. Домашние матчи команда должна была проводить на нейтральных полях, которыми стали стадионы Ставрополя и Майкопа. После ничейного исхода матча с «Томью» (1:1) уволен Виктор Зернов. Временно руководство командой доверили Асланбеку Ханцеву, который сам ещё не так давно надевал футболку «Спартака». Чтобы остаться в первом дивизионе, спартаковцам необходимо было выиграть все оставшиеся матчи, как домашние, так и выездные. Нальчане в семи последних играх сезона набрали 19 очков из 21 и за тур до окончания первенства обеспечили себе прописку в лиге на следующий год. Итогом сезона для нальчан стало пятнадцатое место. Лучшим игроком команды стал Али Алчагиров.
В межсезонье команду покинул ряд футболистов. Сергей Газданов перебрался в «Автодор» из Владикавказа, Гедрюс Жутаутас перешёл в «Металлург» из Лиепаи. Большая группа молодых игроков пополнила ряды других клубов республики нарткалинского «Нарта» и «Спартака-2». Состав нальчан пополнили Карен Григорян и Армен Карапетян из футбольного клуба «Ереван». По ходу турнира команда зарекомендовала себя как крепкий коллектив. Победы в родных стенах чередовались с проигрышами на выезде. В середине первого круга первенства в домашнем матче против махачкалинского «Анжи» (1:1) получил травму основной вратарь коллектива Сергея Кращенко, после чего наметился спад результатов команды. Но с приходом в команду нового вратаря Айрата Каримова из волгоградского «Ротора», нальчане вновь обретают утраченную было стабильность. Первенство коллектив завершил на тринадцатом месте. Лучшим игроком команды по итогам сезона второй год подряд был назван Али Алчагиров.
Перед началом сезона 2000 года команду покинули несколько ведущих игроков: Али Алчагиров, Тамерлан Сикоев, Роберт Битаров, Георгий Боциев и Василий Сепашвили. Им на смену пришли Каплан Хуако и Максим Аутлев из майкопской «Дружбы», Евгений Калешин из «Шинника», Анатолий Скворцов из симферопольской «Таврии», Сергей Цыбуль из московского «Локомотива» и Анзор Кунижев из нарткалинского «Нарта». После первого круга первенства спартаковцы занимали восьмое место в турнирной таблице, но затем последовала серия из семи матчей без побед. В начале сентября в коллективе сменился главный тренер. Новым наставником был назначен Сергей Пономарёв. Но особых перемен в результаты команды это не внесло. И лишь в последнем туре после ничьей нальчан в Томске в матче против «Томи» (0:0) и поражения новотроицкой «Носты» от «Амкара» 1:3 спартаковцы сохранили прописку в первом дивизионе, заняв итоговое пятнадцатое место. Лучшим игроком команды по итогам сезона стал Леонид Кудаев.
Подготовку к сезону 2001 года «Спартак» начал очень рано. Первые контрольные матчи были сыграны уже 9 января, а завершили 16 марта. За это время спартаковцы провели три полномасштабных сбора. Первый — в Кисловодске под руководством Сергея Пономарёва. Но после нескольких матчей он неожиданно подал в отставку по состоянию здоровья. Временно исполняющим обязанности главного тренера был назначен Вячеслав Губжев. Под его руководством команда провела три оставшиеся игры кисловодского сбора. В начале февраля команде был представлен новый тренер — Софербий Ешугов, до этого работавший с «Дружбой» из Майкопа и краснодарской «Кубанью». Последующие два сбора в Крыму и на Кипре «Спартак» провёл уже под руководством нового наставника. В ходе селекционной работы коллектив пополнили Руслан Мостовой, Александр Сиверчук и Юрий Габискерия из краснодарской «Кубани», а также Азамат Паунежев и Тенгиз Гатикоев из «Дружбы». Дебютировали в составе команды местные воспитанники Марат Ксанаев и Руслан Нахушев. После отмены дисквалификации вернулся Александр Чихрадзе. Из Казахстана в ранге чемпиона страны вернулся в команду Александр Заруцкий. Во время предсезонных сборов была наиграна схема, в которой номинальный хавбек Максим Аутлев был переведён с левого края полузащиты в нападение. И это дало свои плоды. По итогам первенства Максим стал лучшим бомбардиром команды с 12 мячами в активе. «Спартак» на протяжении всего турнира держался в группе лидеров. Ахиллесовой пятой нальчан были матчи на выезде. За весь сезон спартаковцы в гостях набрали только 6 очков. Зато дома — 16 побед в 17 матчах, 2 пропущенных гола и единственная ничья во встрече предпоследнего тура первенства с краснодарской «Кубанью» — 0:0. По итогам сезона «Спартак» занял пятое место в турнирной таблице.
Перед началом сезона 2002 года перед командой была поставлена задача выхода в премьер-лигу. Бюджет команды на сезон составил пятнадцать миллионов рублей. Пару Максиму Аутлеву в нападении составил Роман Узденов. На выезде команда набирает больше очков чем в прошлом году — 15. А в домашних матчах добиться максимального результата не удаётся. Едва приблизившись к лидирующей группе «Спартак» уступает дома новороссийскому «Черноморцу» — 0:2. После этого поражения прервалась беспроигрышная домашняя серия нальчан составлявшая 30 матчей. Сезон команда завершила на шестом месте в турнирной таблице. В соревнованиях на кубок России команде удалось дойти до стадии 1/8 финала, что стало повторением успеха двухлетней давности, когда на аналогичном этапе розыгрыша спартаковцы в дополнительное время с минимальным счётом уступили московскому «Динамо». На этот раз динамовцы были обыграны на стадии 1/16 финала благодаря дублю Романа Узденова. На стадии 1/8 нальчане при поддержке 16 000 своих болельщиков уступили самарским «Крыльям Советов» — 0:1, пропустив в середине второго тайма мяч со штрафного в исполнении Владислава Радимова.
Перед началом сезона 2003 года команду покинул ряд игроков основного состава: Мурат Искаков и Александр Заруцкий перешли в казахский «Елимай», Максим Аутлев в «Томь», Руслан Нахушев пополнил ряды московского ЦСКА, а Роман Узденов «Динамо». Завершил карьеру игрока Али Алчагиров. Дебютировали в составе команды молодые воспитанники клуба Аслан Машуков и Рустам Балов. На старте первенства последовала неудачная серия из четырёх поражений кряду. По ходу турнира отставание от спасительного семнадцатого места достигало десяти очков, но приток свежей крови в лице Сергея Овчинникова и Владимира Кузьмичёва и серия побед в концовке первенства позволили спартаковцам сохранить прописку в первой лиге на следующий год, заняв в итоге пятнадцатое место в турнирной таблице.

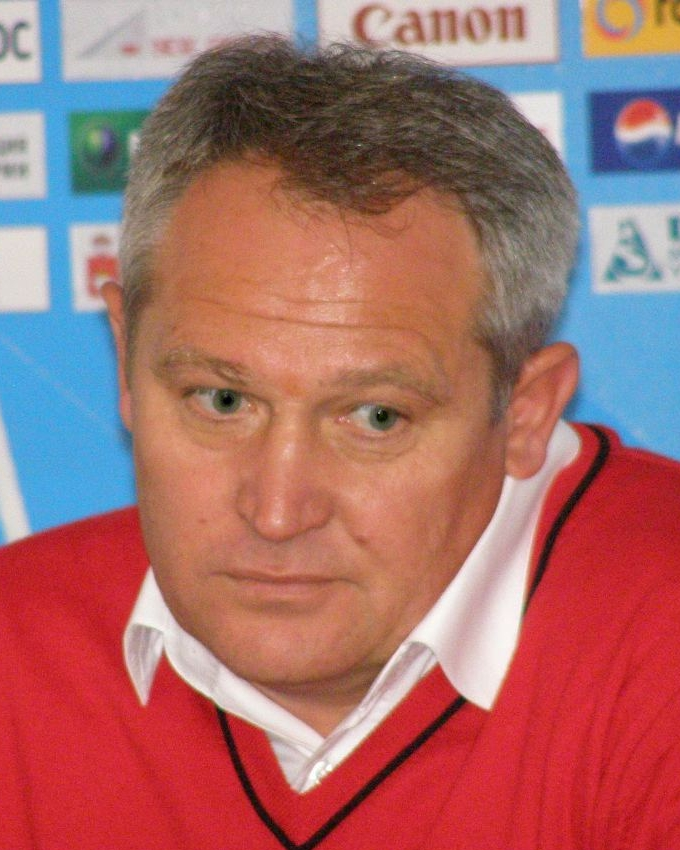
Юрий Красножан главный тренер «Спартака» с 2004 по 2010 годы

В 2004 году команду возглавил неизвестный российской футбольной общественности воспитанник клуба, бывший тренер дубля команды Юрий Красножан. В год дебюта на тренерском мостике команда под его руководством заняла двенадцатое место в турнирной таблице. Перед началом первенства коллектив покинул ряд игроков основного состава: Сергей Кращенко перешёл в грозненский «Терек», Каплан Хуако в хабаровский СКА, а Константин Деменко пополнил ряды «КАМАЗа» из Набережных Челнов. Из московского «Локомотива» в команду пришли Тимур Битоков и Андрей Порошин. Дебютировал в составе нальчан Марат Дзахмишев. Команда успешно стартовала, и, не проигрывая в десяти матчах подряд, возглавила турнирную таблицу. После этого «Спартак» начал выигрывать дома и проигрывать на выезде, постепенно отставая от тройки призёров. В конце чемпионата нальчане шли в группе лидеров, но потери очков на финише первенства в матчах с «Томью» (1:2), владивостокским «Лучом» (0:0) и хабаровским СКА (1:2) не позволили коллективу бороться за повышение в классе. Итогом сезона для нальчан стало двенадцатое место в турнирной таблице. От пятого места «Спартак» отстал на три очка.
Перед началом сезона 2005 года состав нальчан не претерпел больших изменений. Вернулись в команду Сергей Кращенко и Александр Заруцкий. Из махачкалинского «Динамо» перешёл в стан нальчан Гамлет Сиукаев, также в команде появились молодые игроки Роман Концедалов и Сергей Пилипчук из московского «Локомотива» и дубля харьковского «Металлиста» соответственно. Источниками финансирования клуба гендиректором Владимиром Баловым назывались средства городского бюджета и холдинга «Синдика», являвшегося генеральным спонсором.

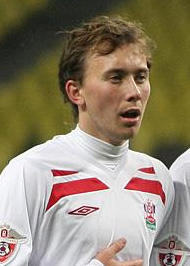
Автор победного гола в матче против «Чкаловца» Роман Концедалов

Команда удачно стартовала и после выездных побед над новокузнецким «Металлургом» и курским «Авангардом», а также домашних над липецким «Металлургом» и воронежским «Факелом» нальчане возглавили турнирную таблицу. На протяжении первой половины дистанции команда стабильно держалась в тройке лидеров первенства вместе с махачкалинским «Динамо» и «КАМАЗом» из Набережных Челнов, но систематические потери очков в домашних встречах и поражения на выезде от «Анжи» и «Кубани» привели к тому, что первый круг «Спартак» завершил на седьмом месте. Отставание нальчан от лидера по итогам первой половины дистанции махачкалинского «Динамо» составляло шесть очков. Второй круг для нальчан начался с двух выездных ничьих с липецким «Металлургом» и воронежским «Факелом». После чего последовала серия из четырёх побед кряду, в том числе и дома над одним из лидеров — махачкалинским «Динамо». После поражения нальчан от читинского «Локомотива» отставание команды от второго места составило 8 очков, от первого — 12. После чего следует серия побед над брянским «Динамо», «Петротрестом», хабаровским СКА, челябинским «Спартаком», екатеринбургским «Уралом», астраханским «Волгарём», саратовским «Соколом» и поражение во Владивостоке от «Луча». Это позволило нальчанам занять вторую строку турнирной таблицы, опережая на одно очко ближайшего преследователя махачкалинское «Динамо». Затем последовали победы над махачкалинским «Анжи», краснодарской «Кубанью» и «КАМАЗом». В матче сорок второго тура спартаковцы встречались в Химках с одноимённой командой и в случае успеха могли досрочно оформить путёвку в элиту российского футбола, но матч завершился ничьей 2:2. Уже в следующем туре в домашнем поединке против новосибирского «Чкаловца-1936» нальчане добились победы с минимальным счётом, а вместе с ней и права выступать в премьер-лиге на следующий год. Автором победного гола стал Роман Концедалов.

#### Премьер-лига (2006—2012)
Перед началом сезона 2006 года коллектив покинули лидеры прошлых лет Анатолий Романович, Владимир Кузьмичёв и Сергей Овчинников, а также группа молодых воспитанников команды. В составе нальчан появились опытные защитники Миодраг Джудович из «Волыни» и Денис Евсиков из грозненского «Терека», полузащитники Дмитрий Мичков, Виталий Ланько, Гогита Гогуа, Джефтон, нападающие Сергей Сердюков и Эдуард Корчагин. Остались в команде и её старожилы вратари Александр Чихрадзе и Сергей Кращенко, защитники Анатолий Скворцов, Руслан Мостовой и Леонид Кудаев, а также игроки линии атаки Роман Концедалов, Сергей Пилипчук и Андрей Порошин. В мае завершил карьеру Александр Заруцкий, перейдя на административную работу в клубе. В состав команды была привлечена большая группа молодых воспитанников детско-юношеских школ республики в основном для участия в первенстве среди дублирующих составов. Перед началом сезона на республиканском стадионе «Спартак» была произведена реконструкция. На трибунах появились пластиковые сидения, следствием чего стало сокращение вместимости стадиона с 18 тысяч до 14 150 посадочных мест. Матчи первенства дублёров команда проводила в Баксане на стадионе «Юность». На матч первого тура первенства страны против действующего чемпиона московского ЦСКА в Нальчике собралось 14 400 зрителей. С первых минут встречи армейцы завладели территориальным преимуществом, но опасных моментов у ворот Александра Чихрадзе возникало немного. Уверенно действовала оборонительная линия нальчан. Кульминация матча наступила в компенсированное арбитром ко второму тайму время. Сначала Сергей Пилипчук точным прострелом вывел на ударную позицию Эдуарда Корчагина, но тот пробил в штангу. А спустя минуту Василий Березуцкий после подачи со штрафного Ролана Гусева с близкого расстояния послал мяч в сетку.

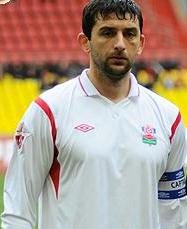
Автор первого гола нальчан в премьер-лиге Миодраг Джудович

Матч второго тура против московских одноклубников сложился для спартаковцев более удачно и завершился ничейным исходом. Команда активно начала игру и на двадцатой минуте матча после подачи углового черногорский легионер нальчан Миодраг Джудович открыл счёт голам своей команды в элитном дивизионе российского футбола. В концовке первого тайма гости отыгрались благодаря удару со штрафного Максима Калиниченко. С началом второго тайма инициатива полностью перешла в руки москвичей. Нальчане отвечали на атаки гостей лишь редкими контрвыпадами. В одной из таких атак Сергей Пилипчук точным ударом вывел свою команду вперёд, а чуть позже Эдуард Корчагин выйдя один на один с Войцехом Ковалевски не смог переиграть вратаря. За пять минут до окончания матча Михайло Пьянович воспользовался ошибкой Александра Чихрадзе и отправил мяч в сетку ворот. Так было добыто первое очко нальчан в розыгрышах российской премьер-лиги. В матче третьего тура спартаковцы одолели на выезде московский «Локомотив» 3:2 тем самым добившись первой победы в своей истории на столь высоком уровне. Серия побед над казанским «Рубином», московским «Динамо», «Шинником», «Ростовом», «Томью» и раменским «Сатурном», а также ничьи во встречах с «Москвой» и «Зенитом» позволили нальчанам возглавить турнирную таблицу чемпионата. Но последующие поражения в Ростове и Владивостоке, а также домашняя ничья во встрече с самарскими «Крыльями Советов» привели к тому, что первый круг команда завершила на третьем месте, имея в своём активе 28 очков и отставая от лидера первенства московского ЦСКА на три очка. Во втором круге в игре нальчан наметился сильный спад. Было одержано всего три победы над ярославским «Шинником», «Сатурном» и самарскими «Крыльями», что не позволило команде бороться за места в верхней части турнирной таблицы. Итогом сезона для спартаковцев стало девятое место.
Перед началом сезона 2007 года игру команды пришлось строить с нуля. Клуб покинули сразу десять игроков основного состава. Александр Чихрадзе уехал во Владивосток, Анатолий Скворцов и Андрей Порошин пополнили ряды ярославского «Шинника», Руслан Мостовой, Дмитрий Мичков и Сергей Сердюков перебрались в стан томской «Томи», Роман Концедалов и Эдуард Корчагин стали игроками московского «Локомотива», Тимур Битоков перешёл в самарские «Крылья», а Гогита Гогуа в подмосковный «Сатурн». В феврале принял решение о завершении карьеры игрока Леонид Кудаев. Коллектив пополнили Деян Радич из владикавказской «Алании», Александр Амисулашвили из «Шинника», Валентин Филатов из румынской «Унири», Дмитрий Ятченко из московского «Динамо», Владимир Кисенков из подольского «Витязя», Виктор Васин, Виктор Файзулин из хабаровского СКА, Олег Самсонов из питерского «Зенита», Казбек Гетериев из шахтинского «Буревестника», Рикарду Жезус и Виталий Шумейко. Вернулись в команду воспитанники клуба: Роман Узденов, Марат Дзахмишев и Назир Кажаров. Столь значимые изменения в составе команды привели к тому, что первый круг нальчане провели неуверенно и, одержав всего три победы в домашних матчах с казанским «Рубином», «Москвой» и «Лучом-Энергией» из Владивостока, по итогам первой половины дистанции находились в зоне вылета, отставая от четырнадцатого места на одно очко. В игре команды отсутствовала стабильность, поражения чередовались с ничейными результатами. На протяжении двух третей первенства нальчане неизменно находились в опасной близости от зоны вылета. Лишь в концовке чемпионата спартаковцам удалось прибавить в игре и, благодаря победам над московским «Динамо», «Ростовом» и «Томью» завершить чемпионат на двенадцатом месте.
Перед началом сезона 2008 года клуб покинули восемь игроков основного состава. Сергей Пилипчук перешёл в подмосковные «Химки», Виктор Файзулин был выкуплен у нальчан Санкт-Петербургским «Зенитом». Виталий Ланько и Левани Гвазава пополнили ряды «Луча» из Владивостока, а лучший бомбардир команды в прошлом сезоне Рикарду Жезус перешёл в московский ЦСКА. Также покинули коллектив Дарьян Матич, Юрий Роденков и Роман Узденов. В составе команды появились вратарь Дмитрий Хомич из московского «Спартака» и полузащитник Марат Бикмаев из казанского «Рубина». Вернулся в состав нальчан из раменского «Сатурна» Гогита Гогуа. Пару в нападении составили Рустем Калимуллин из челнинского «Камаза» и грузинский легионер из немецкого «Падерборна» Давид Сирадзе. Дебютировал в составе нальчан местный воспитанник Арсен Гошоков. На протяжении всего турнира нальчане стабильно находились в середине турнирной таблицы. Спартаковцы прослыли грозой авторитетов, были одержаны победы на выезде над московским ЦСКА (1:0) и питерским «Зенитом» (4:3). Также дома был обыгран казанский «Рубин» (2:0). В матчах второго круга игры с армейцами и питерцами завершились 0:0 и 2:2 соответственно. Но нестабильное выступление в матчах с более слабыми соперниками привело к тому, что сезон нальчане завершили на двенадцатом месте. В кубке страны коллективу удалось дойти до стадии четвертьфинала, что является рекордным результатом за всю историю выступления нальчан в турнире. На пути к этому достижению были повержены ярославский «Шинник» (2:1) и казанский «Рубин» (3:2).

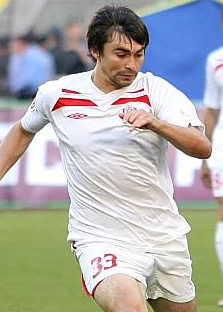
Автор сотого гола нальчан в премьер-лиге Казбек Гетериев

В межсезонье 2008/2009 в составе команды произошёл ряд изменений. Назир Кажаров пополнил ряды махачкалинского «Анжи», покинул клуб и Олег Самсонов, перебравшись в «Химки». Объявил о завершении карьеры игрока Сергей Кращенко. Коллектив пополнился бразильскими легионерами Антонио Ферейрой и Леандро да Силвой из латвийского клуба «Юрмала» и владивостокского «Луча» соответственно. Вернулся в команду Роман Концедалов. Также коллектив пополнили аргентинец Франко Паради из клуба «Дефенсорес-де-Бельграно» и Артём Концевой из белорусского «МТЗ-РИПО». Старт первенства выдался для нальчан неудачным. Несмотря на безголевую ничью в матче с действующим чемпионом страны казанским «Рубином» первую победу команде удалось одержать лишь в матче шестого тура с пермским «Амкаром». После чего последовала серия из двенадцати матчей кряду без побед. Среди них были ничьи с «Химками», «Ростовом», «Зенитом», «Кубанью», «Москвой» и ЦСКА. Несмотря на успешное выступление команды в матчах с лидерами чемпионата, большие потери очков в играх с другими коллективами привели к тому, что после восемнадцати игр нальчане занимали пятнадцатую строчку в турнирной таблице, отставая от краснодарской «Кубани» на четыре очка. Но серия побед в концовке первенства и удачное выступление в матчах с лидерами позволили нальчанам занять одиннадцатое место в турнирной таблице. Настоящим джокером коллектива стал Шамиль Асильдаров, перешедший в команду в летнее трансферное окно из любительского клуба «Махачкала». Забив восемь мячей в четырнадцати встречах, Шамиль не только стал лучшим бомбардиром команды, но и очень помог нальчанам избежать вылета в первую лигу российского футбола. По ходу первенства произошло сразу два значимых события в истории клуба. Матч десятого тура против самарских «Крыльев Советов» стал для команды сотым в рамках розыгрышей российской премьер-лиги. А уже в матче следующего тура против питерского «Зенита» нальчанам удалось забить свой сотый гол в элитном дивизионе страны, автором которого стал Казбек Гетериев.
Перед началом следующего сезона клуб покинули несколько футболистов основного состава. Шамиль Асильдаров, Антонио Ферейра и Дмитрий Ятченко пополнили ряды грозненского «Терека», Дмитрий Хомич и Аслан Машуков стали игроками владикавказской «Алании». Деян Радич перебрался в «Ростов», а Рустем Калимуллин и Артём Концевой в краснодарскую «Кубань» и белорусский «БАТЭ» соответственно. Состав нальчан пополнили вратари Отто Фредриксон из норвежского Лиллестрёма и Вениамин Мандрыкин из «Ростова», защитники Иван Лапин и Владислав Хатажёнков из подольского «Витязя», полузащитники Никита Маляров и Александр Щаницин из екатеринбургского «Урала». А также большая группа игроков линии атаки: Деян Русич из румынской «Тимишоары», конголезский форвард Патрик Этчини и Владимир Дядюн из «Рубина». Вернулся из аренды в грозненском «Тереке» Гогита Гогуа. Нальчанам удался удачный старт и уже после третьего тура первенства, обыграв «Аланию» и «Сибирь» команда возглавила турнирную таблицу. Затем последовала крупная победа дома над «Ростовом», а также победы над самарскими «Крыльями» и московским «Динамо». К матчу девятого тура против питерского «Зенита» команда подошла в ранге лидера чемпионата, опережая своих оппонентов лишь по второстепенным показателям. Матч в Питере команда проиграла и уступила лидерство в чемпионате. На протяжении всего первенства команда находилась в непосредственной близости от лидеров чемпионата. Первый круг коллектив завершил на четвёртой строчке турнирной таблицы, отставая от идущих на втором месте московских армейцев на два очка. В период дозаявок команду пополнили Александр Колинько из латышского «Вентспилса», Милан Йованович из венского «Рапида» и Йован Голич из сербского клуба «Инджия». Вернулся в команду на правах аренды бразильский легионер Рикарду Жезус. Были и потери. Коллектив покинули Александр Амисулашвили, пополнивший ряды турецкого «Кайсериспора», Владимир Кисенков стал игроком московского «Динамо», а Марат Бикмаев перешёл в «Аланию». На протяжении второй половины дистанции команда вела борьбу за попадание в еврокубки. Но поражения в концовке первенства от московского «Локомотива», а также от пермского «Амкара» и «Анжи» привели к тому, что по итогам чемпионата нальчане заняли шестое место в турнирной таблице, отстав от московских железнодорожников на четыре очка. Это является лучшим показателем коллектива в рамках розыгрышей чемпионата страны по футболу. Лучшим бомбардиром команды стал Владимир Дядюн с десятью мячами в активе, установив тем самым командный рекорд по результативности за один сезон в рамках премьер-лиги.

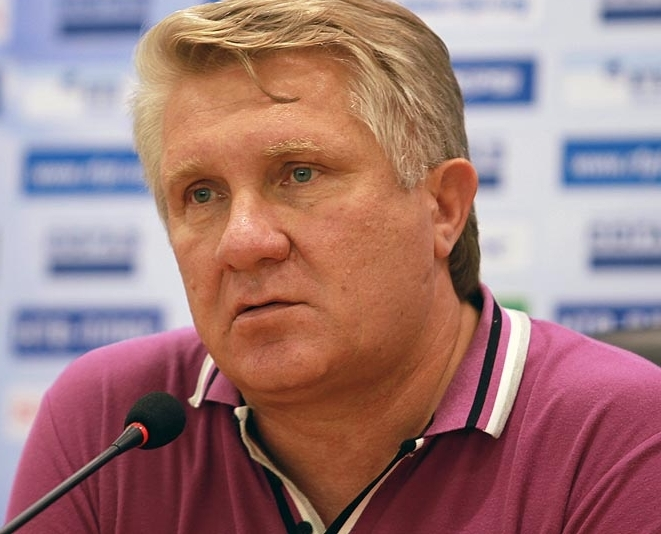
Сергей Ташуев

После окончания первенства 2010 года было объявлено о подписании Юрием Красножаном контракта с московским «Локомотивом». Выбирая между Сергеем Ташуевым и Владимиром Эштрековым руководство клуба приняло решение назначить последнего на должность главного тренера команды, о чём было объявлено в начале декабря. В межсезонье состав команды претерпел значительные изменения. Коллектив пополнили вратарь Евгений Помазан из московского ЦСКА, защитники Михаил Багаев из «Краснодара», Евгений Овсиенко из омского «Иртыша» и боснийский легионер Аднан Захирович из клуба «Челик». Также коллектив пополнился Александром Куликовым и Игорем Портнягиным из казанского «Рубина», Юрием Лебедевым из калининградской «Балтики» и Даниилом Гридневым из самарских «Крыльев Советов». Коллектив покинула большая группа игроков. Гогита Гогуа пополнил ряды нижегородской «Волги», Владимир Дядюн вернулся в «Рубин», Виктор Васин стал игроком московского ЦСКА, Казбек Гетериев пополнил ряды сочинской «Жемчужины», а Александр Колинько стал игроком калининградской «Балтики». В начале сезона команде предстояло сыграть домашний матч против самарских «Крыльев», однако, к тому моменту, стадион клуба не прошёл лицензирование, и коллективу пришлось играть на стадионе имени Султана Билимханова в Грозном. Матч завершился победой нальчан 1:0. После чего последовали ничьи во встречах с «Зенитом» и «Рубином». Но далее следует спад, и команда проводит одиннадцать встреч без побед. Отсутствие опыта у игроков, сыгранности в линиях и забивного нападающего способного в решающий момент взять игру на себя привело к тому, что после первого круга команда занимала последнее место в турнирной таблице, отстав от идущего четырнадцатым «Ростова» на четыре очка. К этому моменту в команде сменился главный тренер. За два тура до окончания первой трети дистанции на этот пост был назначен Сергей Ташуев. С приходом Ташуева дела у команды пошли немного лучше, было одержано пять побед, одна из которых с крупным счётом над грозненским «Тереком». Проблему с отсутствием в команде забивных форвардов частично удалось решить за счёт привлечения к основному составу команды молодого воспитанника клуба Магомеда Митришева. На зимние каникулы команда ушла, отставая от идущей на четырнадцатом месте нижегородской «Волги» на одно очко. После возобновления первенства игра у команды не заладилась. Нальчане уступили своим соперникам в шести матчах кряду, что привело к отставке главного тренера и свело к минимуму шансы команды на сохранение места в премьер-лиге. 27 апреля 2012 года за три тура до финиша чемпионата клуб потерял шансы на сохранение места в премьер-лиге. Чемпионат нальчане завершили на последней строчке в турнирной таблице.

#### Футбольная национальная лига (2012—2014)
Перед началом нового сезона клуб покинула большая группа игроков. Милан Йованович пополнил ряды сербской «Црвены Звезды», Йован Голич перебрался в румынский клуб «Турну-Северин», Роман Концедалов стал игроком саранской «Мордовии», Семён Фомин перешёл в «Ротор», Магомед Митришев пополнил грозненский «Терек», а Александр Щаницин вернулся в «Урал». Коллектив пополнили вратарь Антон Коченков, защитники Аслан Засеев и Наиль Замалиев, а также игроки средней линии Игорь Коронов, Владимир Татарчук и Марат Шогенов. Несмотря на понижение в классе коллективу удалось сохранить костяк команды. Перед главным тренером коллектива Тимуром Шипшевым и игроками была поставлена задача возвращения в премьер-лигу. Стартовали нальчане с домашней победы над дебютантом первенства «Уфой». На протяжении первой половины дистанции команда стабильно находилась в группе лидеров первенства. Но отсутствие в коллективе забивных форвардов, несыгранность в рядах обороны и потери очков под конец года привели к тому, что на зимние каникулы команда ушла на седьмом месте в турнирной таблице, отстав от идущего третьим хабаровского СКА на пять очков. В зимнее трансферное окно команду покинули Владимир Татарчук и Марат Шогенов, Аднан Захирович на правах аренды перешёл в минское «Динамо». Во время подготовки ко второй части первенства коллектив пополнился рядом игроков из низших лиг, также в команде появились колумбиец Карлос Руа и Алексей Медведев из «Сибири», вернулся в команду Роман Концедалов. Коллектив принял участие в розыгрыше кубка ФНЛ где занял четвёртое место. После возобновления первенства нальчане потерпели всего два поражения и, набрав 53 очка заняли в итоговой таблице третью строчку, что позволило команде принять участие в стыковых матчах за право выступать в премьер-лиге против самарских «Крыльев Советов». Матчи завершились поражением. Нальчане уступили с общим счётом 2:7 и не выполнили задачу выхода в высший дивизион.
В межсезонье команду покинул ряд ключевых игроков: Антон Коченков стал игроком саранской «Мордовии», Михаил Багаев перебрался в московское «Торпедо», а Роман Концедалов стал игроком нижегородской «Волги». Им на смену в основную команду был приглашён ряд молодых воспитанников клуба (Залим Макоев). Первую половину сезона 2013/14 команда провела ниже своих возможностей. Чередуя ничейные результаты с поражениями, спартаковцы долгое время находились в опасной близости от зоны вылета и лишь удачная игра в последних матчах позволила им завершить осеннюю часть первенства на двенадцатом месте.
9 января 2014 года было объявлено, что клуб снимается с первенства ФНЛ из-за финансовых трудностей, но позднее, благодаря болельщикам команды и руководству республики, выход из сложившейся ситуации был найден. Это повлекло за собой кадровые перестановки в команде. Новыми генеральным директором и главным тренером коллектива были назначены Владимир Балов и Хасанби Биджиев соответственно. В ходе весенней части первенства команда набрала 21 очко и заняла десятое место в первенстве. Лучшим бомбардиром команды, а также лучшим молодым игроком лиги стал атакующий полузащитник Алихан Шаваев.
29 мая 2014 года клуб обратился в ФНЛ с просьбой исключить команду из числа участников турнира в связи с отсутствием возможности финансирования, достаточного для выступления в первой лиге российского футбола.
Титульным спонсором команды с 2010 по 2014 год являлась холдинговая компания «Синдика». Финансовую поддержку коллективу оказывает экс-глава республики Арсен Каноков.

#### Профессиональная футбольная лига (с 2014 года)
В связи с понижением в классе команду покинули практически все игроки основного состава. Тренерский штаб сделал ставку на воспитанников республиканского футбола. Из новокубанского «Биолога» команду пополнили братья Асланбек и Заурбек Коновы, а также Алексей Науменко. Большая группа игроков пришла из «Ангушта»: Григорий Гузь, Залим Кишев, Аслан Дышеков, Алим Каркаев и Магомед Гугуев. Алексей Городовой прибыл из «Якутии», Антон Васильев из благовещенского «Амура», Хасан Ахриев из «Краснодара», а также группа игроков из молодёжной команды. Остались в команде Амир Бажев и Азамат Гурфов. Перед началом сезона коллективы южной зоны второй лиги были разбиты на две подгруппы. На первом этапе спартаковцы одержали девять побед, пять из которых с крупным счётом дважды над владикавказской «Аланией», а также дома над махачкалинским «Анжи-2», назранским «Ангуштом» и «Таганрогом». В то же время крайне неудачно команда сыграла в матчах с пятигорским «Машуком». Обе встречи были проиграны с общим счётом 0:5. Заняв в своей подгруппе четвёртое место, нальчане вышли в финальный турнир лучших команд зоны.
Весной клуб целый пополнил ряд молодых футболистов. Вернулся из «Урала» на правах аренды Арсен Гошоков. На этой стадии спартаковцы выступили неудачно, одержав всего три победы. Повержены были «Афипс», новокубанский «Биолог» и «Черноморец». Итогом сезона для спартаковцев стало восьмое место. Лучшим нападающим команды стал Магомед Гугуев, который с 14 мячами возглавил гонку бомбардиров южной зоны второй лиги.
Перед началом следующего сезона команду покинули братья Асланбек и Заурбек Коновы, а также Антон Васильев, Алексей Науменко, Григорий Гузь и Залим Кишев. В екатеринбургский «Урал» вернулся Арсен Гошоков. Им на смену были приглашены Антон Антипов, Марат Дзахмишев, Тимур Тебердиев и Альберт Богатырёв из пятигорского «Машука», Никита Дроздов из «Сахалина» и Сергей Крамаренко из новочеркасского «Митоса». Восстановился после тяжёлой травмы Ислам Тлупов. Спартаковцы с первых туров захватили лидерство в сезоне 2015/2016, выдав на старте серию из одиннадцати матчей без поражений кряду. Первую неудачу команда потерпела лишь 4 октября в выездном матче с «Афипсом». 10 мая после безголевой ничьи в гостевом матче с «Краснодаром-2» нальчане досрочно гарантировали себе чемпионство и повышение в классе.
По итогам сезона 2016/17 в ФНЛ команда с 38 очками финишировала на 19-м месте, вернувшись в ПФЛ.
В марте 2025 года титульным спонсором нальчикского клуба стала букмекерская компания BetBoom, приблизительная сумма контракта составила 7 млн рублей в год.

## Названия
- 1935—1968 — «Спартак».
- 1969—1972 — «Автомобилист».
- 1973—1976 — «Спартак».
- 1976 (сентябрь — декабрь) — «Эльбрус».
- 1977—2007 — «Спартак».
- С 7 апреля 2007 — «Спартак-Нальчик»[332].

## Клубные цвета и форма
Традиционные цвета «Спартака» — красный и белый, классическая раскраска формы представляет собой красные футболки, белые трусы и красные гетры. Отсюда идёт прозвище команды — «красно-белые». Выездная форма команды представляет собой зеркальное отражение домашней. Ранее иногда использовался вариант формы с футболками зелёного цвета. Техническим спонсором клуба последние годы является британская фирма Umbro, исключением стал сезон 2006 года, когда поставщиком формы для коллектива была немецкая компания Adidas. В середине 2012 года руководство клуба договорилось с компанией Jako о поставках комплектов игровой формы, но вступление контракта в силу пришлось отложить по техническим причинам со стороны производителя. До сезона 2010 коллектив не имел титульного спонсора. С 2010 по 2014 год таковым являлась холдинговая строительная компания «Синдика». Поддержку клубу оказывают местные частные предприниматели, а также бывший глава республики Арсен Каноков.

## Достижения

### Национальные
Чемпионат России
- 6-е место: 2010.

Кубок России
- 1/4 финала: 2007/08

ФНЛ
- Серебряный призёр: 2005.
- Бронзовый призёр: 2012/13.

ПФЛ
- Победитель (2): 1995, 2015/16.

Чемпионат РСФСР
- Чемпион (2): 1965, 1970.

Кубок РСФСР
- Финалист: 1988.

Чемпионат КБАССР
- Чемпион (5): 1938, 1949, 1951, 1953, 1958 (зима).

Кубок КБАССР
- Обладатель (2): 1951, 1953.

Самая крупная победа
Первенство СССР:
7:0 — «Полад» (Сумгаит) (1970).
Первенство России:
8:1 — «Колос» (Краснодар) (1994);
7:0 — «Венец» (Гулькевичи) (1994);
7:0 — «Автодор-БМК» (Владикавказ) (1995);
7:0 — «Салют» (Белгород) (1995);
7:0 — «Уралмаш» (Екатеринбург) (1997).
Самое крупное поражение
Первенство СССР:
0:8 — «Крылья Советов» (Куйбышев) (1975).
Первенство России:
0:8 — «Томь» (Томск) (1998).
0:8 — «Алания» (Владикавказ) (3 ноября 2019 года.)

## Статистика выступлений

### В России
Уровень 1.
 Уровень 2.
 Уровень 3.
 Уровень 4.

## Рекордсмены
Полный список игроков ФК «Спартак-Нальчик», о которых есть статьи в русском разделе Википедии, см. здесь.

### За всю историю
В данном разделе представлены рекордсмены клуба по количеству проведённых матчей и забитых мячей в первенствах и кубках СССР и России:
| Рекордсмены клуба по матчам | Рекордсмены клуба по матчам | Рекордсмены клуба по матчам | Рекордсмены клуба по матчам |
| Игрок                       | Матчи                       | Ч                           | К                           |
| --------------------------- | --------------------------- | --------------------------- | --------------------------- |
| Басир Наурузов              | 494                         | 480                         | 14                          |
| Эдуард Куготов              | 449                         | 440                         | 9                           |
| Сергей Трубицин             | 428                         | 414                         | 14                          |
| Вячеслав Губжев             | 418                         | 415                         | 3                           |
| Сергей Кращенко             | 347                         | 336                         | 11                          |
| Руслан Ашибоков             | 346                         | 326                         | 20                          |
| Руслан Беков                | 326                         | 314                         | 12                          |
| Асланбек Ханцев             | 322                         | 316                         | 6                           |
| Алим Джансуев               | 309                         | 300                         | 9                           |
| Георгий Лобжанидзе          | 300                         | 296                         | 4                           |

| Лучшие бомбардиры клуба | Лучшие бомбардиры клуба | Лучшие бомбардиры клуба | Лучшие бомбардиры клуба |
| Игрок                   | Голы                    | Ч                       | К                       |
| ----------------------- | ----------------------- | ----------------------- | ----------------------- |
| Вячеслав Губжев         | 137                     | 136                     | 1                       |
| Эдуард Куготов          | 128                     | 122                     | 6                       |
| Басир Наурузов          | 123                     | 120                     | 3                       |
| Руслан Беков            | 101                     | 101                     | —                       |
| Аслан Гоплачев          | 74                      | 73                      | 1                       |
| Виктор Тляругов         | 61                      | 55                      | 6                       |
| Евгений Дерёмов         | 56                      | 54                      | 2                       |
| Олег Киримов            | 55                      | 54                      | 2                       |
| Александр Заруцкий      | 52                      | 52                      | —                       |
| Виктор Батарин          | 50                      | 50                      | —                       |

Данные не окончательные, в связи с отсутствием официальных протоколов игр первенств 1961, 1971, 1977 и 1978 годов, а также некоторых встреч в кубке страны.

### В российский период
В данном разделе представлены рекордсмены клуба по количеству проведённых матчей и забитых мячей в чемпионатах и кубках России:
| Рекордсмены клуба по матчам | Рекордсмены клуба по матчам | Рекордсмены клуба по матчам | Рекордсмены клуба по матчам |
| Игрок                       | Матчи                       | ЧР                          | КР                          |
| --------------------------- | --------------------------- | --------------------------- | --------------------------- |
| Сергей Кращенко             | 302                         | 291                         | 11                          |
| Александр Заруцкий          | 278                         | 275                         | 3                           |
| Константин Деменко          | 261                         | 250                         | 11                          |
| Леонид Кудаев               | 246                         | 238                         | 8                           |
| Анатолий Скворцов           | 224                         | 218                         | 6                           |
| Тимур Шипшев                | 204                         | 195                         | 9                           |
| Руслан Мостовой             | 202                         | 196                         | 6                           |
| Аслан Машуков               | 197                         | 193                         | 4                           |
| Миодраг Джудович            | 190                         | 186                         | 4                           |
| Олег Киримов                | 180                         | 175                         | 5                           |

Жирным шрифтом выделены действующие игроки клуба.
| Лучшие бомбардиры клуба | Лучшие бомбардиры клуба | Лучшие бомбардиры клуба | Лучшие бомбардиры клуба |
| Игрок                   | Голы                    | ЧР                      | КР                      |
| ----------------------- | ----------------------- | ----------------------- | ----------------------- |
| Аслан Гоплачев          | 67                      | 67                      | —                       |
| Эдуард Куготов          | 67                      | 65                      | 2                       |
| Олег Киримов            | 55                      | 53                      | 2                       |
| Александр Заруцкий      | 52                      | 52                      | —                       |
| Андрей Порошин          | 27                      | 27                      | —                       |
| Али Алчагиров           | 26                      | 25                      | 1                       |
| Вячеслав Губжев         | 26                      | 26                      | —                       |
| Константин Деменко      | 26                      | 26                      | —                       |
| Анзор Дзамихов          | 26                      | 26                      | —                       |
| Руслан Идигов           | 26                      | 26                      | —                       |

Жирным шрифтом выделены действующие игроки клуба.

## Детско-юношеская школа
Детско-юношеская школа была организована в 2008 году по инициативе руководства клуба и, на тот момент, главного тренера коллектива Юрия Красножана. В том же году школе официально был присвоен статус специализированного детско-юношеского учреждения с футбольным уклоном и лицензия на осуществление образовательной деятельности сроком на пять лет. В настоящее время количество детей, занимающихся футболом в СДЮШ, насчитывает более 140 человек. Занятия проходят в расположении профессионального клуба. По итогам первенства 2011/12 годов молодёжная команда нальчан под руководством Заура Кибишева и Казбека Нахушева стала победителем группы Б первенства России и получила малые золотые медали. С 2012 года коллектив выступает в соревнованиях среди любительских футбольных клубов, а также в республиканском первенстве.

## Стадион и болельщики
Стадион расположен по адресу: Нальчик, ул. Шогенцукова, стр.1. Построен в 1960 году. В 2006 году на стадионе была произведена реконструкция. Вместительность составляет 14 149 зрителей, размер игрового поля 105 м х 68 м. Газон естественный, травяной с подогревом. Количество трибун — 4 («Запад», «Восток», «Север» и «Юг»).
Клуб пользуется большой поддержкой среди любителей футбола в республике. Функционируют две фанатские организации Red-White Djigits (Красно-белые джигиты) и REBELS (мятежники). В середине 2012 года на территории стадиона открылся магазин атрибутики клуба. В марте 2013 года болельщиками команды было организовано новое фанатское движение Southern Eagles (Южные орлы), за которым был закреплён двадцать первый сектор на восточной трибуне стадиона «Спартак».
№ 12 закреплён за болельщиками клуба.